# Dondușeni
Dondușeni (in russo Дондюша́ны) è una città della Moldavia capoluogo del distretto omonimo di 9 801 abitanti al censimento del 2004, situata nei pressi della ferrovia Bălți-Ocnița, a 197 km nord della capitale Chișinău

## Storia
La storia della città è strettamente legata a quella della ferrovia, costruita tra il 1888 e il 1893. La torre per il rifornimento dell'acqua, due magazzini per i cereali e qualche casa costituiscono l'inizio della città. Dal 1910 iniziano a comparire le prime attività commerciali, intraprese da ebrei immigrati dalla Polonia. Nel 1940 (quando la zona apparteneva alla Romania risultano esserci 1 314 abitanti.
Con l'annessione all'Unione Sovietica inizia l'industrializzazione, partendo nel 1957 con la fabbrica di zucchero e nello stesso anno ottenne lo status di città. Seguirono negli anni successivi una fabbrica di materiali di costruzioni, un macello.

## Economia
Le fabbriche costruite durante il periodo comunista sono ancora l'asse portante della città, in particolar modo la fabbrica di zucchero e quella di materiale di costruzione